# Транспозаза
Транспозаза је ензим са класификационим бројем EC 2.7.7. У геному има улога да се везује за крај транспозона и катализује померање транспозона до другог дела генома. Овај механизам се назива "изрежи и споји" механизам или репликативни транспозициони механизам.
Транспозаза се као појам први пут јавља при клонирању ензима који је неопходан за транпозицију транспозона Тн3 . Постојање транспозона је постулирала Барбара Маклинток током 1940-тих, док је изучавала наслеђивање кукуруза. Молекуларна база транспозиције описана је знатно касније. Маклинток је открила да делови хромозома мењају своје позиције, прелазећи из једног хромозома у други. Репозиционирање тих транспозона омогућава изражавање других гена за пигмент. Транспозиција код кукуруза узрокује промене боје; док код других организама, као на пример код бактерија, она може да узрокује настанак отпорности на антибиотике. Транспозиција је такође важна при креирању генетичке разноврсности унутар врста и адаптабилности на променљиве животне услове.
Гени који кодирају транспозазе су широко распрострањени у геномима већине организама и убрајају се међу најзаступљеније познате гене.